# Isshi-Zwischenfall

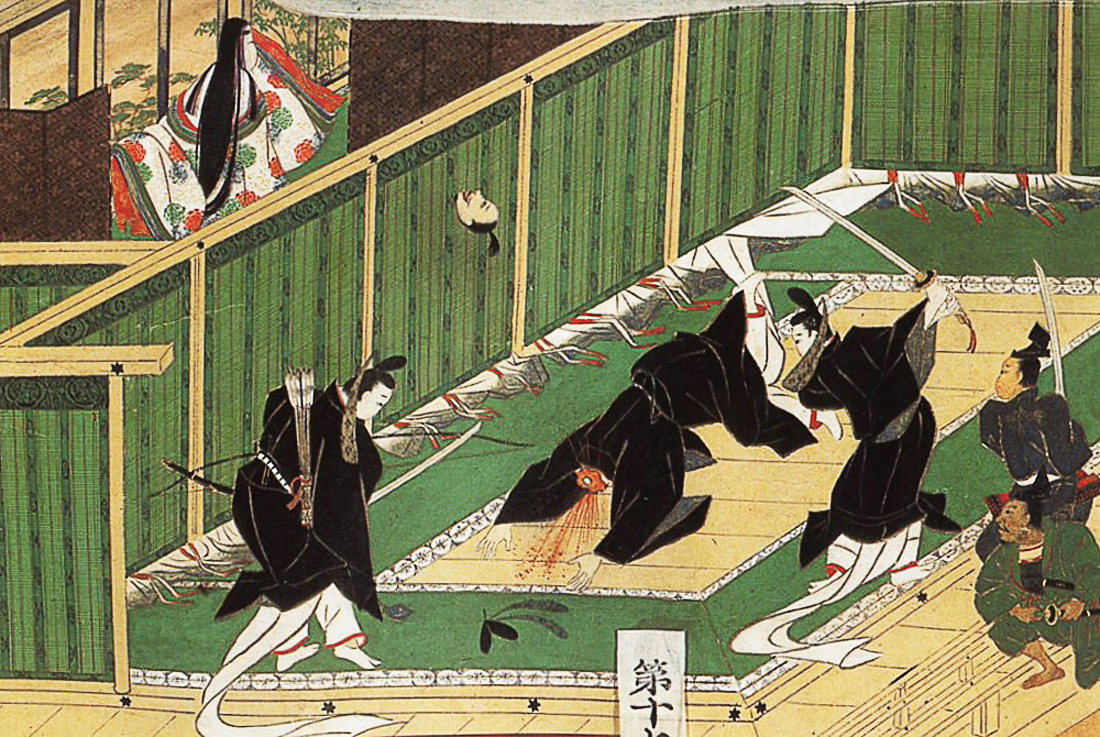
Darstellung des Attentats auf Soga no Iruka aus der Tōnomine Engi Scroll, gemalt während der Edo-Zeit (17.–19. Jahrhundert).

Der Isshi-Zwischenfall (乙巳の変, Isshi no Hen) war ein erfolgreiches Komplott von Nakatomi no Kamatari, Prinz Naka no Ōe und anderen, die sich verschworen hatten, den Hauptzweig des Soga-Klans auszuschalten, beginnend mit der Ermordung von Soga no Iruka.
Der Name leitet sich von der zodiologischen Bezeichnung des Jahres 645 ab, in dem die Taika-Reform stattfand.

## Attentat auf Iruka
Das Attentat auf Iruka fand am 10. Juli 645 (traditionelles japanisches Datum: 12. Tag des 6. Monats des Jahres 645) während einer Hofzeremonie statt, bei der vor der Kaiserin Kōgyoku die Auflistung der Denkmäler der Drei Reiche von Korea verlesen wurde. Fürst Naka no Ōe hatte umfangreiche Vorbereitungen getroffen, darunter die Schließung der Palasttore, die Bestechung mehrerer Palastwachen, das Verstecken eines Speers in der Halle, in der die Zeremonie stattfinden sollte, und der Befehl an vier bewaffnete Männer, Iruka anzugreifen. Als sich jedoch herausstellte, dass die vier Männer zu verängstigt waren, um den Befehl auszuführen, stürzte sich Naka no Ōe auf Iruka und schlitzte ihm Kopf und Schulter auf. Iruka wurde nicht sofort getötet, sondern beteuerte seine Unschuld und plädierte für eine Untersuchung.
Prinz Naka no Ōe plädierte vor der Kaiserin Kōgyoku. Als diese sich zurückzog, um die Angelegenheit zu prüfen, stürzten sich die vier Wachen schließlich auf Iruka und vollendeten den Mord. Kurz darauf nahm sich Irukas Vater, Soga no Emishi, das Leben, indem er sein Haus in Brand setzte. Das Feuer zerstörte das Manuskript des Tennōki und viele andere kaiserliche Schätze, wobei das Kokki aus den Flammen gerettet werden konnte.

## Reaktion der Kaiserin Kōgyoku und endgültiger Rücktritt
Der Gewaltakt geschah in Anwesenheit Kōgyokus. Die Kaiserin reagierte auf diesen Schock mit dem Entschluss, auf den Thron zu verzichten. Die japanische Gesellschaft der Asuka-Zeit war empfindlich gegenüber Verunreinigungen, sowohl geistiger als auch persönlicher Art. Ein Todesfall, insbesondere ein gewaltsamer Mord in unmittelbarer Nähe der Kaiserin, galt als einer der schlimmsten Fälle von Verunreinigung. Ein Ereignis, das so gravierend war, dass es eine tagelange Isolation einem ungewissen Prozess der Wiedergutmachung rechtfertigte, der als eine Art Gotteslästerung empfunden worden wäre.
Obwohl Kōgyoku sofort zugunsten von Naka no Ōe zurücktreten wollte, bestand er auf Anraten von Nakatomi no Kamatari darauf, dass der Thron stattdessen an seinen älteren Bruder Furuhito no Ōe oder an seinen Onkel mütterlicherseits (Kōgyokus Bruder) Prinz Karu übergehen sollte. Furuhito no Ōe löste die verfahrene Situation, indem er seine Absicht erklärte, auf den Thron zu verzichten und die Tonsur eines buddhistischen Mönchs annehme. Noch am selben Tag rasierte sich Furuhito no Ōe im Hōkō-ji unter freiem Himmel zwischen der Buddhahalle und der Pagode die Haare. Zu diesem Zeitpunkt verzichtete Kōgyoku zugunsten ihres Bruders, der kurz darauf als Kaiser Kōtoku (645–654) den Thron bestieg. Nach Kōtokus Tod bestieg Kōgyoku noch einmal den Thron als Saimei (reg. 655–661), bevor Naka no Ōe als Kaiser Tenji (661–672) den Thron bestieg.